# Martin J. Kennedy

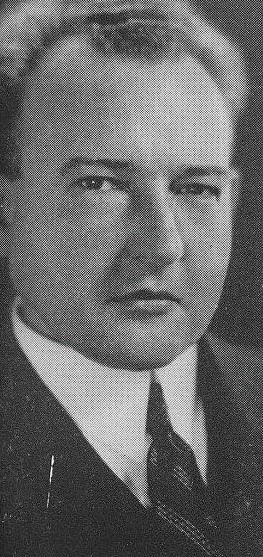
Martin J. Kennedy

Martin John Kennedy (* 29. August 1892 in New York City; † 27. Oktober 1955 ebenda) war ein US-amerikanischer Politiker. Zwischen 1930 und 1945 vertrat er den Bundesstaat New York im US-Repräsentantenhaus.

## Werdegang
Martin John Kennedy besuchte öffentliche Schulen. Er graduierte 1909 an der Columbia University in New York City und 1914 am City College of New York. Danach verfolgte er 1916 Immobilien- und Versicherungsgeschäfte. Während des Ersten Weltkrieges diente er zwischen 1915 und 1918 im Geheimdienst der US Army. Dann hatte er zwischen 1918 und 1924 den Vorsitz im New York City School Board. Er saß zwischen 1924 und 1930 im Senat von New York. Politisch gehörte er der Demokratischen Partei an.
Er wurde in einer Nachwahl am 11. April 1930 im 18. Wahlbezirk von New York in den 71. Kongress in Washington, D.C. gewählt, um dort die Vakanz zu füllen, die durch den Rücktritt von John F. Carew entstand. Danach wurde er in die sieben folgenden Kongresse gewählt. Im Jahr 1944 erlitt er bei seiner Wiederwahlkandidatur eine Niederlage und schied nach dem 3. Januar 1945 aus dem Kongress aus.
Nach seiner Kongresszeit ging er wieder Immobilien- und Versicherungsgeschäften nach. Am 27. Oktober 1955 starb er in New York City und wurde auf dem Calvary Cemetery in Maspeth beigesetzt.